# 江口站 (韓國)
36°21′09″N 129°22′21″E / 36.352396°N 129.372578°E
江口站（：／ Ganggu yeok */?）是位於韓國慶尚北道盈德郡江口面花田里的一個車站，屬於東海線。

## 車站結構
車站為1面1線的高架車站。

### 月台配置
| ↑ 盈德 |
| 1      |
| 長沙 ↓ |

| 月台 | 路線   | 目的地               |
| ---- | ------ | -------------------- |
| 1    | 東海線 | 盈德方向             |
|      | 東海線 | 長沙、月浦、浦項方向 |

## 歷史
- 2018年1月26日：開通使用。

## 車站周邊
- 江口119安全中心
- 江口體育館
- 江口聖堂
- 江口情報高等學校

## 相鄰車站
韓國鐵道公社
東海線
長沙－江口－盈德